# Portitovți, Montana
Portitovți (în bulgară Портитовци) este un sat în comuna Boicinovți, regiunea Montana,  Bulgaria. 

## Demografie
Componența etnică a satului Portitovți
     Nicio identificare (3,88%)
     Bulgari (61,87%)
     Romi (34,24%)
     Turci (0%)
La recensământul din 2011, populația satului Portitovți era de 438 locuitori. Din punct de vedere etnic, majoritatea locuitorilor (61,87%) erau bulgari, cu o minoritate de romi (34,24%). Pentru 3,88% din locuitori nu este cunoscută apartenența etnică.